# Kampioenschap van Vlaanderen 2009
Il Kampioenschap van Vlaanderen 2009, novantaquattresima edizione della corsa, valido come evento dell'UCI Europe Tour 2009 categoria 1.1, si svolse il 18 settembre 2009 su un percorso di 182,6 km. Fu vinto dall'olandese Steven de Jongh, che terminò la gara in 3h57'00" alla media di 46,22 km/h.
Furono 86 i ciclisti che portarono a termine il percorso.

## Ordine d'arrivo (Top 10)
| Pos. | Corridore           | Squadra       | Tempo    |
| ---- | ------------------- | ------------- | -------- |
| 1    | Steven de Jongh     | QuickStep     | 3h57'00" |
| 2    | Sebastian Langeveld | Rabobank      | s.t.     |
| 3    | Bobbie Traksel      | Vacansoleil   | a 8"     |
| 4    | Alexei Markov       | Katusha       | s.t.     |
| 5    | Pieter Ghyllebert   | Cycl. Bourgas | s.t.     |
| 6    | Sep Vanmarcke       | Jong Vlaand.  | s.t.     |
| 7    | Roy Curvers         | Skil-Shimano  | s.t.     |
| 8    | Jos van Emden       | Rabobank      | s.t.     |
| 9    | David Vitoria       | Rock Racing   | s.t.     |
| 10   | Dmitrij Fofonov     | Kazakistan    | s.t.     |